# Echinomuricea borealis
Echinomuricea borealis is een zachte koraalsoort uit de familie Plexauridae. De koraalsoort komt uit het geslacht Echinomuricea. Echinomuricea borealis werd in 1862 voor het eerst wetenschappelijk beschreven door Johnson. 